# Тризно, Фёдор Иванович
Фёдор Иванович Тризно — советский хозяйственный, государственный и политический деятель, Герой Социалистического Труда.

## Биография
Родился в 1900. Член ВКП(б).
С 1920 года — на хозяйственной, общественной и политической работе. В 1920—1962 гг. — колхозник, старший зоотехник, директор молочного племенного совхоза «Лесные Поляны» Министерства совхозов СССР Пушкинского района Московской области
Указом Президиума Верховного Совета СССР от 9 октября 1949 года присвоено звание Героя Социалистического Труда с вручением ордена Ленина и золотой медали «Серп и Молот».
Избирался депутатом Верховного Совета РСФСР 4-го и 5-го созывов.

## Сочинения
- Тризно, Федор Иванович. 1 300 центнеров молока на 100 гектаров земельных угодий [Текст] / Ф. Тризно, дир. совхоза «Лесные поляны». — [Москва] : [Изд-во М-ва совхозов СССР], [1954]. — 8 с.; 20 см.
- Тризно, Федор Иванович. Комплексная механизация труда в животноводстве [Текст] / Ф. И. Тризно, А. Левичев. — [Москва] : Моск. рабочий, 1952. — 13 с.; 19 см.